# 日本ソーラー・人力ボート協会
日本ソーラー・人力ボート協会（にほんソーラー・じんりきボートきょうかい、Japan Solar & Human powered boat Association、略称：JSHA）は、ソーラーボート、人力ボートに関する様々な業務を取り扱う日本の国内競技連盟。主に日本国内でのソーラーボート、人力ボートによるレースの公認を行っている。

## 沿革
- 1989年 - 第1回浜名湖ソーラー大会開催。
- 1991年 - 地域の勇志による浜名湖ソーラー協会設立[1]。
- 1994年 - 浜名湖ソーラー協会と日本財団の夢の船コンテストの人力部門が母体となり日本ソーラー・人力ボート協会が発足[2]。

## 大会
- ソーラー&人力ボートレース全日本選手権大会
- ボートタグ選手権